# Sacramentaire grégorien de Fulda (Vatican latin 3806)
 (août 2017).
Le sacramentaire grégorien est un manuscrit du Xe siècle conservé à la Bibliothèque apostolique vaticane à Rome, sous la cote latin 3806.

## Description et historique
Ce sacramentaire en langue latine comporte 307 feuillets écrits en caroline avec onciales et lettrines de 34 cm sur 27 cm. Il est conservé depuis le XVIe siècle à la Bibliothèque apostolique vaticane.
Le manuscrit enluminé rédigé par un auteur italien au Xe siècle, probablement à Ratisbonne, comporte un calendrier à  l'usage de Fulda et des formulaires de messes à l'usage du diocèse de Ratisbonne. La messe  pour le pontife est dédiée au pape Sylvestre II (999-1003). Les premières pages sont typiques des sacramentaires de l'époque othonienne ou carolingienne. Ainsi le folio 11 verso de l'incipit In nomine Domini est orné d'une lettrine ornée d'enluminures à volutes d'or et d'argent sur fond vert et bleu. Les trois feuillets suivants débutant par Per omnia saecula et les monogrammes Vere dignum et Te igitur présentent un texte en onciales d'or sur fond pourpre, encadré de frises tressées à motifs géométriques dorés ou argentés. Les tables des canons sont décorées d'arcs à motifs floraux ou géométriques rehaussés de paons (symboles de la résurrection) et de demi palmes. Elles ont été rajoutées en double feuillet (feuillet 1 recto et 2 verso) au début du manuscrit et datent du VIe siècle. 
Il se termine par la Missa pro Papa au feuillet 307 recto.
L'ensemble du manuscrit fut attribué par erreur à Grégoire le Grand, ce qui fut encore l'avis d'Angelo Rocca (1545-1620) en 1593, à cause du caractère plus ancien des premières pages. C'est la raison pour laquelle le manuscrit s'appelle parfois dit sacramentaire de Rocca. Après ce moine augustin, peu de chercheurs étudiaient ce manuscrit.

## Autres sacramentaires de Fulda
Le groupe des cinq sacramentaires réalisés pour le monastère de Fulda à la fin du Xe siècle et au début du XIe a été réalisé à partir de sources carolingiennes, liturgiques et iconographiques. 
L'un d'eux, réalisé au monastère bénédictin de Corvey, fondé par Louis le Pieux en 822 à Höxter, est conservé aujourd'hui à la Bayerische Staatsbibliothek de Munich. La miniature de la Crucifixion montre le crucifié vivant, les yeux ouverts, selon la représentation du Christ triomphant.
D'autres ont été exécutés du temps de Charles le Chauve au scriptorium de Saint-Amand.